# Scigliano
Scigliano – miejscowość i gmina we Włoszech, w regionie Kalabria, w prowincji Cosenza.
Według danych na rok 2004 gminę zamieszkiwały 1583 osoby, 93,1 os./km².